# Unione Sportiva Ancona 1905 2014-2015
Questa voce raccoglie le informazioni riguardanti l'Unione Sportiva Ancona 1905 nelle competizioni ufficiali della stagione 2014-2015.

## Stagione
Nella stagione 2014-2015 l'Ancona ha disputato il quarantaduesimo campionato di terza serie della sua storia (il primo dal 2008), prendendo parte alla nuova divisione unica istituita dalla Lega Pro. Ha raccolto 57 punti con il sesto posto finale della classifica, è salita in Serie B l'Ascoli che è giunta seconda con 71 punti, mentre il Teramo che ha vinto il campionato con 74 punti, ripartirà ancora dalla Lega Pro penalizzato di 6 punti nella prossima stagione, per illecito sportivo. La squadra dorica allenata dal confermato Giovanni Cornacchini, nel girone di andata ottiene 26 punti, nel girone di ritorno ne raccoglie 31, chiudendo a 57 punti. Il portoghese Diogo Tavares con 8 reti è stato il miglior realizzatore biancorosso di stagione. Nella Coppa Italia di Lega Pro l'Ancona ha disputato il girone G di qualificazione, che ha promosso l'Ascoli.

## Divise e sponsor
Il fornitore ufficiale di materiale tecnico per la stagione 2014-2015 è stato 1905FW, mentre lo sponsor ufficiale è stato Akifix.
| Casa | Trasferta |

## Organigramma societario
Area direttiva
- Presidente: Andrea Marinelli
- Vice Presidente: Francesco Baldini
- Amministratore delegato: Gilberto Mancini
- Segretario generale: Michele Di Bari
- Segretario sportivo: Remo Raggetti
- Segretario amministrativo: Angelo Bonfitto
- Ufficio amministrativo: Daniele Mancini
- Addetto all'arbitro: Bruno Fossatelli
- Rapporti con la tifoseria: David Miani
- Responsabile area comunicazione: Mauro Anconetani
- Direttore comunicazione: Mauro Anconetani
- Responsabile area marketing: Vittorio Romagnoli

Area tecnica
- Direttore sportivo: Sandro Marcaccio
- Allenatore: Giovanni Cornacchini
- Allenatore in seconda: Renzo Tasso
- Preparatore dei portieri: Giancarlo Tagliati
- Collaboratore tecnico: Giammarco Malavenda
- Team Manager: Daniele Gianfelici
- Preparatori atletici: Stefano Valentini e Fabio Zecca
- Magazzinieri: Marco Osimani e Fausto Venatori

Settore giovanile
- Responsabile: Loris Servadio
- Allenatore Berretti: Davide Finocchi

Area sanitaria
- Responsabile: Stefano Stronati
- Medici sociali: Marco Conio e Andrea Stronati
- Fisioterapisti: Giorgio Ardelli e Pasquale Palumbo

## Rosa
| N. |                   | Ruolo | Calciatore        |
| -- | ----------------- | ----- | ----------------- |
|    | Italia (bandiera) | P     | Giuseppe Aprea    |
|    | Italia (bandiera) | P     | Gianclaudio Lori  |
|    | Italia (bandiera) | P     | Giuseppe Polizzi  |
|    | Italia (bandiera) | D     | Loris Bacchetti   |
|    | Italia (bandiera) | D     | Aurelio Barilaro  |
|    | Italia (bandiera) | D     | Francesco Cangi   |
|    | Italia (bandiera) | D     | Gabriele Cilloni  |
|    | Italia (bandiera) | D     | Alessandro Di Dio |
|    | Italia (bandiera) | D     | Emilio Dierna     |
|    | Italia (bandiera) | D     | Tommaso D'Orazio  |
|    | Italia (bandiera) | D     | Marco Mallus      |
|    | Italia (bandiera) | D     | Maurizio Lauro    |
|    | Italia (bandiera) | C     | Dario Arcuri      |
|    | Italia (bandiera) | C     | Lorenzo Bambozzi  |
|    | Italia (bandiera) | C     | Luca Parodi       |
|    | Italia (bandiera) | C     | Lorenzo Paoli     |

| N. |                       | Ruolo | Calciatore            |
| -- | --------------------- | ----- | --------------------- |
|    | Italia (bandiera)     | C     | Gianluca Sampietro    |
|    | Italia (bandiera)     | C     | Cristiano Camillucci  |
|    | Italia (bandiera)     | C     | Leo Di Ceglie         |
|    | Italia (bandiera)     | C     | Luca Gelonese         |
|    | Italia (bandiera)     | C     | Andrea Magini         |
|    | Italia (bandiera)     | C     | Nicola Moretti        |
|    | Italia (bandiera)     | C     | Francesco Salciccia   |
|    | Italia (bandiera)     | C     | Domenico Tenace       |
|    | Italia (bandiera)     | A     | Alessandro Morbidelli |
|    | Brasile (bandiera)    | A     | Rafael Bondi          |
|    | Italia (bandiera)     | A     | Daniele Paponi        |
|    | Italia (bandiera)     | A     | William Pizzi         |
|    | Portogallo (bandiera) | A     | Diogo Tavares         |
|    | Italia (bandiera)     | A     | Giacomo Tulli         |
|    | Italia (bandiera)     | A     | Luca Cognigni         |

## Risultati

### Campionato

#### Girone di andata
| Arbitro: | Perotti (Legnano) |

|             |           |            |
| Tavares 70’ | Marcatori | 28’ Cerone |

| Arbitro: | Candeo (Este) |

|                               |           |             |
| Ruopolo 64’ Mallus 66’ (aut.) | Marcatori | 48’ Tavares |

| Ancona 14 settembre 2014, ore 12:30 CEST 3ª giornata | Ancona           | 0 – 0 referto | Pontedera | Stadio Del Conero\| Arbitro: \| Fiore (Barletta) \| |
| Arbitro:                                             | Fiore (Barletta) |               |           |                                                     |

| Arbitro: | Ranaldi (Tivoli) |

|                           |           |                |
| Lapadula 33’ Scipioni 59’ | Marcatori | 90’ Morbidelli |

| Arbitro: | Amabile (Vicenza) |

|                                                            |           |  |
| Morbidelli 36’ Paponi 59’ (rig.) Cognigni 67’ G. Tulli 72’ | Marcatori |  |

| Carrara 26 settembre 2014, ore 19:30 CEST 6ª giornata | Carrarese           | 0 – 0 referto | Ancona | Stadio dei Marmi\| Arbitro: \| Fiorini (Frosinone) \| |
| Arbitro:                                              | Fiorini (Frosinone) |               |        |                                                       |

| Arbitro: | Massimi (Termoli) |

|  |           |                             |
|  | Marcatori | 50’ Pichlmann 90’ Torromino |

| Arbitro: | Balice (Termoli) |

|                |           |                         |
| Catacchini 79’ | Marcatori | 52’ G. Tulli 69’ Parodi |

| Ancona 19 ottobre 2014, ore 11:00 CEST 9ª giornata | Ancona             | 0 – 0 referto | Pistoiese | Stadio Del Conero\| Arbitro: \| Zanonato (Vicenza) \| |
| Arbitro:                                           | Zanonato (Vicenza) |               |           |                                                       |

| Arbitro: | Dionisi (L'Aquila) |

|  |           |                |
|  | Marcatori | 45’ Morbidelli |

| Arbitro: | Baldicchi (Città di Castello) |

|  |           |                       |
|  | Marcatori | 25’ Tavares 55’ Bondi |

| Ancona 8 novembre 2014, ore 19:30 CET 12ª giornata | Ancona                    | 0 – 0 referto | Santarcangelo | Stadio Del Conero\| Arbitro: \| De Angeli (Abbiategrasso) \| |
| Arbitro:                                           | De Angeli (Abbiategrasso) |               |               |                                                              |

| Ferrara 16 novembre 2014, ore 16:00 CET 13ª giornata | SPAL               | 0 – 0 referto | Ancona | Stadio Paolo Mazza\| Arbitro: \| Pelagatti (Arezzo) \| |
| Arbitro:                                             | Pelagatti (Arezzo) |               |        |                                                        |

| Arbitro: | Pietropaolo (Modena) |

|                          |           |                                              |
| Paoli 10’ Morbidelli 87’ | Marcatori | 4’ (rig.), 15’ Loviso 32’ Regolanti 90’ Cais |

| Arbitro: | Formato (Benevento) |

|                               |           |                                 |
| Bocalon 38’ (rig.) Rubino 67’ | Marcatori | 37’ G. Tulli 39’, 56’ A. Di Dio |

| Arbitro: | Fanton (Lodi) |

|                          |           |                              |
| D'Orazio 13’ Tavares 70’ | Marcatori | 23’ D. Ferretti 72’ Lo Sicco |

| Arbitro: | Illuzzi (Molfetta) |

|                        |           |             |
| Iori 13’ Finocchio 51’ | Marcatori | 52’ Cognini |

| Arbitro: | Giovani (Grosseto) |

|                              |           |                |
| Mori 36’ (aut.) G. Tulli 51’ | Marcatori | 45’ Berrettoni |

| Arbitro: | Amoroso (Paola) |

|              |           |            |
| Pedrelli 35’ | Marcatori | 39’ Dierna |

#### Girone di ritorno
| Arbitro: | Pagliardini (Arezzo) |

|                     |           |                               |
| Scappini 45’ (rig.) | Marcatori | 3’ (aut.) Cabeccia 72’ Paponi |

| Arbitro: | Di Ruberto (Nocera Inferiore) |

|                         |           |  |
| Paponi 58’ G. Tulli 69’ | Marcatori |  |

| Arbitro: | Prontera (Bologna) |

|                                          |           |                    |
| Cesaretti 9’, 64’, 81’ Dierna 80’ (aut.) | Marcatori | 35’ (rig.) Tavares |

| Ancona 31 gennaio 2015, ore 16:00 CET 23ª giornata | Ancona         | 0 – 0 referto | Teramo | Stadio Del Conero\| Arbitro: \| Rossi (Rovigo) \| |
| Arbitro:                                           | Rossi (Rovigo) |               |        |                                                   |

| Arbitro: | Cifelli (Campobasso) |

|               |           |             |
| Matteassi 37’ | Marcatori | 59’ Tavares |

| Arbitro: | Panarese (Lecce) |

|                               |           |             |
| Tavares 10’ Paponi 30’ (rig.) | Marcatori | 78’ Cellini |

| Arbitro: | Dionisi (L'Aquila) |

|               |           |                |
| Torromino 90’ | Marcatori | 83’ Camillucci |

| Ancona 28 febbraio 2015, ore 16:00 CET 27ª giornata | Ancona         | 0 – 0 referto | Forlì | Stadio Del Conero\| Arbitro: \| Bertani (Pisa) \| |
| Arbitro:                                            | Bertani (Pisa) |               |       |                                                   |

| Arbitro: | Guarino (Caltanissetta) |

|                           |           |  |
| D'Orazio 12’ G. Tulli 33’ | Marcatori |  |

| Arbitro: | Capraro (Cassino) |

|                         |           |                       |
| Parodi 46’ D'Orazio 77’ | Marcatori | 60’ (rig.) C. Colombo |

| Arbitro: | Sassoli (Arezzo) |

|            |           |  |
| Bisoli 60’ | Marcatori |  |

| Arbitro: | Viotti (Tivoli) |

|  |           |                             |
|  | Marcatori | 59’ (rig.), 78’, 83’ Zigoni |

| Arbitro: | Boggi (Salerno) |

|  |           |                      |
|  | Marcatori | 77’ Bondi 84’ Paponi |

| Arbitro: | Pillitteri (Palermo) |

|                    |           |           |
| Di Bari 26’ (rig.) | Marcatori | 63’ Lisai |

| Arbitro: | Valiante (Nocera Inferiore) |

|                |           |                   |
| Morbidelli 80’ | Marcatori | 87’ (rig.) Rubino |

| Arbitro: | Schirru (Nichelino) |

|  |           |                            |
|  | Marcatori | 38’ Cognigni 56’ Bacchetti |

| Arbitro: | Dionisi (L'Aquila) |

|             |           |          |
| Tavares 79’ | Marcatori | 72’ Iori |

| Arbitro: | Dei Giudici (Latina) |

|                             |           |              |
| Grassi 23’ Perez 87’ (rig.) | Marcatori | 56’ Cognigni |

| Arbitro: | Robilotta (Sala Consilina) |

|                          |           |  |
| D'Orazio 4’ Bacchetti 8’ | Marcatori |  |

### Coppa Italia Lega Pro

#### Primo turno
| Arbitro: | Di Martino (Teramo) |

|            |           |  |
| Paponi 43’ | Marcatori |  |

| Arbitro: | Piccinini (Forlì) |

|                                                                 |           |                                     |
| Mustacchio 13’ Mengoni 28’ Perez 45’ Berrettoni 46’ Chiricò 56’ | Marcatori | 39’ G. Tulli 72’ Gelonese 90’ Pizzi |

## Statistiche

### Statistiche di squadra
| Competizione          | Punti | In casa | In casa | In casa | In casa | In casa | In casa | In trasferta | In trasferta | In trasferta | In trasferta | In trasferta | In trasferta | Totale | Totale | Totale | Totale | Totale | Totale | DR |
| Competizione          | Punti | G       | V       | N       | P       | Gf      | Gs      | G            | V            | N            | P            | Gf           | Gs           | G      | V      | N      | P      | Gf     | Gs     | DR |
| --------------------- | ----- | ------- | ------- | ------- | ------- | ------- | ------- | ------------ | ------------ | ------------ | ------------ | ------------ | ------------ | ------ | ------ | ------ | ------ | ------ | ------ | -- |
| Lega Pro              | 57    | 19      | 7       | 9       | 3       | 23      | 17      | 19           | 7            | 6            | 6            | 23           | 21           | 38     | 14     | 16     | 8      | 46     | 37     | +9 |
| Coppa Italia Lega Pro |       | 1       | 1       | 0       | 0       | 1       | 0       | 1            | 0            | 0            | 1            | 3            | 5            | 2      | 1      | 0      | 1      | 4      | 5      | -1 |
| Totale                |       | 20      | 8       | 9       | 3       | 25      | 17      | 20           | 7            | 6            | 7            | 26           | 26           | 40     | 15     | 15     | 10     | 50     | 42     | +8 |

### Statistiche dei giocatori
| Giocatore     | Lega Pro | Lega Pro | Lega Pro    | Lega Pro   | Coppa Italia Lega Pro | Coppa Italia Lega Pro | Coppa Italia Lega Pro | Coppa Italia Lega Pro | Totale   | Totale | Totale      | Totale     |
| Giocatore     | Presenze | Reti     | Ammonizioni | Espulsioni | Presenze              | Reti                  | Ammonizioni           | Espulsioni            | Presenze | Reti   | Ammonizioni | Espulsioni |
| ------------- | -------- | -------- | ----------- | ---------- | --------------------- | --------------------- | --------------------- | --------------------- | -------- | ------ | ----------- | ---------- |
| G. Aprea      | 11       | -12      | 1           | 1          | -                     | -                     | -                     | -                     | 11       | -12    | 1           | 1          |
| S. Arcuri     | 4        | 0        | 0           | 0          | -                     | -                     | -                     | -                     | 4        | 0      | 0           | 0          |
| L. Bacchetti  | 6        | 2        | 1           | 0          | -                     | -                     | -                     | -                     | 6        | 2      | 1           | 0          |
| L. Bambozzi   | 9        | 0        | 1           | 0          | 1                     | 0                     | 0                     | 0                     | 10       | 0      | 1           | 0          |
| A. Barilaro   | 8        | 0        | 2           | 0          | 2                     | 0                     | 0                     | 0                     | 10       | 0      | 2           | 0          |
| R. Bondi      | 31       | 2        | 5           | 0          | 2                     | 0                     | 1                     | 0                     | 33       | 2      | 6           | 0          |
| C. Camillucci | 24       | 1        | 3           | 0          | 2                     | 0                     | 0                     | 0                     | 26       | 1      | 3           | 0          |
| F. Cangi      | 18       | 0        | 4           | 0          | 1                     | 0                     | 0                     | 0                     | 19       | 0      | 4           | 0          |
| G. Cilloni    | 1        | 0        | 0           | 0          | -                     | -                     | -                     | -                     | 1        | 0      | 0           | 0          |
| L. Cognigni   | 27       | 4        | 4           | 0          | -                     | -                     | -                     | -                     | 27       | 4      | 4           | 0          |
| L. Di Ceglie  | 28       | 0        | 8           | 0          | 2                     | 0                     | 2                     | 0                     | 30       | 0      | 10          | 0          |
| T. D'Orazio   | 26       | 4        | 10          | 1          | -                     | -                     | -                     | -                     | 26       | 4      | 10          | 1          |
| A. Di Dio     | 18       | 2        | 4           | 0          | 2                     | 0                     | 1                     | 0                     | 20       | 2      | 5           | 0          |
| E. Dierna     | 29       | 1        | 5           | 2          | -                     | -                     | -                     | -                     | 29       | 1      | 5           | 2          |
| L. Gelonese   | 3        | 0        | 1           | 0          | 1                     | 1                     | 1                     | 0                     | 4        | 1      | 2           | 0          |
| G. Lisai      | 13       | 1        | 0           | 0          | -                     | -                     | -                     | -                     | 13       | 1      | 0           | 0          |
| G. Lori       | 27       | -25      | 1           | 0          | 2                     | -5                    | 0                     | 0                     | 29       | -30    | 1           | 0          |
| M. Maini      | 2        | 0        | 1           | 0          | -                     | -                     | -                     | -                     | 2        | 0      | 1           | 0          |
| M. Mallus     | 27       | 0        | 11          | 0          | 2                     | 0                     | 1                     | 0                     | 29       | 0      | 12          | 0          |
| A. Morbidelli | 25       | 5        | 0           | 0          | -                     | -                     | -                     | -                     | 25       | 5      | 0           | 0          |
| N. Moretti    | 4        | 0        | 2           | 0          | 2                     | 0                     | 0                     | 0                     | 6        | 0      | 2           | 0          |
| L. Paoli      | 28       | 1        | 4           | 1          | 2                     | 0                     | 1                     | 0                     | 30       | 1      | 5           | 1          |
| D. Paponi     | 23       | 4        | 0           | 0          | 2                     | 1                     | 0                     | 0                     | 25       | 5      | 0           | 0          |
| L. Parodi     | 32       | 2        | 6           | 0          | -                     | -                     | -                     | -                     | 32       | 2      | 6           | 0          |
| W. Pizzi      | 8        | 0        | 0           | 0          | 1                     | 1                     | 0                     | 0                     | 9        | 1      | 0           | 0          |
| G. Polizzi    | 1        | 0        | 0           | 0          | -                     | -                     | -                     | -                     | 1        | 0      | 0           | 0          |
| F. Salciccia  | 1        | 0        | 0           | 0          | -                     | -                     | -                     | -                     | 1        | 0      | 0           | 0          |
| G. Sampietro  | 30       | 0        | 10          | 0          | -                     | -                     | -                     | -                     | 30       | 0      | 10          | 0          |
| D. Tavares    | 32       | 8        | 6           | 0          | 2                     | 0                     | 0                     | 0                     | 34       | 8      | 6           | 0          |
| G. Tulli      | 32       | 6        | 5           | 0          | 2                     | 1                     | 0                     | 0                     | 34       | 7      | 5           | 0          |